# Dasylophia riparia
Dasylophia riparia är en fjärilsart som beskrevs av Druce 1906. Dasylophia riparia ingår i släktet Dasylophia och familjen tandspinnare. Inga underarter finns listade i Catalogue of Life.